# Karl Johnson
Karl Johnson (1º marzo 1948) è un attore britannico.
Tra i suoi lavori importanti figurano il protagonista nel film Wittgenstein di Derek Jarman del 1993, e quelli di Marco Porcio Catone Uticense nella serie televisiva Roma e di Twister Turrill nel film televisivo della BBC Lark Rise to Candleford.

## Filmografia parziale

### Cinema
- Jubilee, regia di Derek Jarman (1978)
- The Tempest, regia di Derek Jarman (1979)
- Prick Up - L'importanza di essere Joe (Prick Up Your Ears), regia di Stephen Frears (1987)
- Una preghiera per morire (A Prayer for the Dying), regia di Mike Hodges (1987)
- Close My Eyes, regia di Stephen Poliakoff (1991)
- Wittgenstein, regia di Derek Jarman (1993)
- Love Is the Devil (Love Is the Devil: Study for a Portrait of Francis Bacon), regia di John Maybury (1998)
- Pure, regia di Gillies MacKinnon (2002)
- Heidi, regia di Paul Marcus (2005)
- The Illusionist - L'illusionista (The Illusionist), regia di Neil Burger (2006)
- Io e Beethoven (Copying Beethoven), regia di Agnieszka Holland (2006)
- Hot Fuzz, regia di Edgar Wright (2007)
- The Edge of Love, regia di John Maybury (2008)
- Is Anybody There?, regia di John Crowley (2008)
- I Know You Know, regia di Justin Cerrigan (2008)
- Third Star, regia di Hattie Dalton (2010)
- The Pier, regia di Gerard Hurley (2011)
- Il profondo mare azzurro (The Deep Blue Sea), regia di Terence Davies (2011)
- Turner (Mr. Turner), regia di Mike Leigh (2014)
- Morto Stalin, se ne fa un altro (The Death of Stalin), regia di Armando Iannucci (2017)
- Peterloo, regia di Mike Leigh (2018)
- Dream Horse, regia di Euros Lyn (2020)

### Televisione
- Metropolitan Police (The Bill) – serie TV, 4 episodi (1989-2004)
- Poirot (Agatha Christie's Poirot) – serie TV, episodio 5x08 (1993)
- David Copperfield – serie TV, 3 episodi (1999)
- Born and Bred – serie TV, (2003)
- Dalziel and Pascoe – serie TV, un episodio (2004)
- L'ispettore Barnaby (Midsomer Murders) – serie TV, episodio 8x07 (2005)
- Roma – serie TV, 7 episodi (2005)
- New Tricks - Nuove tracce per vecchie volpi (New Tricks) – serie TV, un episodio (2006)
- Merlin – serie TV, un episodio (2010)
- L'amore e la vita - Call the Midwife (Call the Midwife) – serie TV, un episodio (2013)
- Plebs – serie TV, un episodio (2014)
- Lovesick – serie TV, un episodio (2016)
- Mum – serie TV, 15 episodi (2016-2019)
- King Lear, regia di Richard Eyre – film TV (2018)

## Doppiatori italiani
Nelle versioni in italiano delle opere in cui ha recitato, Karl Johnson è stato doppiato da:
- Carlo Valli in Wittgenstein, Dream Horse
- Dante Biagioni in Heidi, Hot Fuzz
- Giorgio Lopez in Merlin, Peterloo
- Massimo Corvo in Una preghiera per morire
- Sergio Graziani in The Illusionist - L'illusionista
- Oliviero Dinelli in Roma
- Giovanni Petrucci ne Il profondo mare azzurro
- Sergio Matteucci in Turner
- Pieraldo Ferrante in Morto Stalin, se ne fa un altro
- Saverio Garbarino in King Lear
- Franco Zucca in L'ultimo Vermeer
- Gianni Giuliano in Suspicion
- Bruno Alessandro in Mammals